# 博布羅韋 (盧甘斯克州)
48°48′17″N 38°38′41″E / 48.80472°N 38.64472°E
博布羅韋（烏克蘭語：Боброве）是位於烏克蘭東部盧甘斯克州北頓涅茨克區北頓涅茨克市鎮的村莊。該村處於北頓涅茨河畔，始建於1770年，面積0.02平方公里，2001年人口255，人口密度每平方公里12,142.9人。